# Île Valdes
L'île Valdes est une île des îles Gulf dans le Détroit de Géorgie en Colombie-Britannique.

## Géographie
Située au Nord de l'île Galiano et au Sud de l'île Gabriola, elle s'étend sur 1,6 km de large et 16 km de longueur. 

## Histoire
Elle a été nommée en 1859 par George Henry Richards en l'honneur de Cayetano Valdés y Flores qui visita le premier la région en 1791. Capitaine du Mexicana, il y revient en 1792 avec Dionisio Alcalá Galiano capitaine du Sutil.

## Habitât
Quelques résidents permanent habitent dans la baie Famine. Un tiers de l'île est occupé par une réserve indienne. Les premiers peuplements datent de plus de 5 000 ans comme le démontrent une soixante de sites archéologiques. 
L'île était un des emplacements dans les années 1920-1930 de la secte de Brother XII (en). 

## Galerie

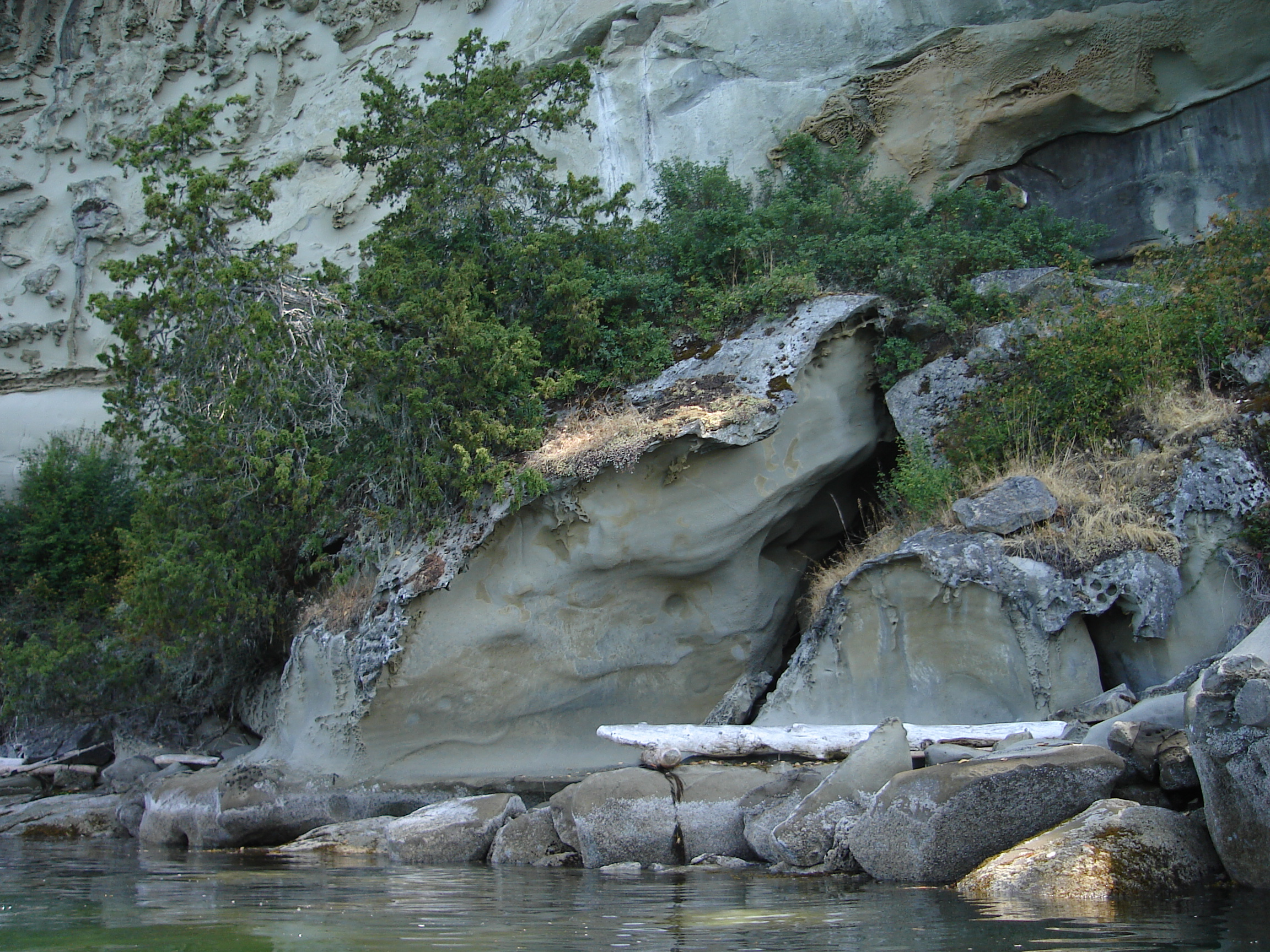
Géologie de l'île Valdes
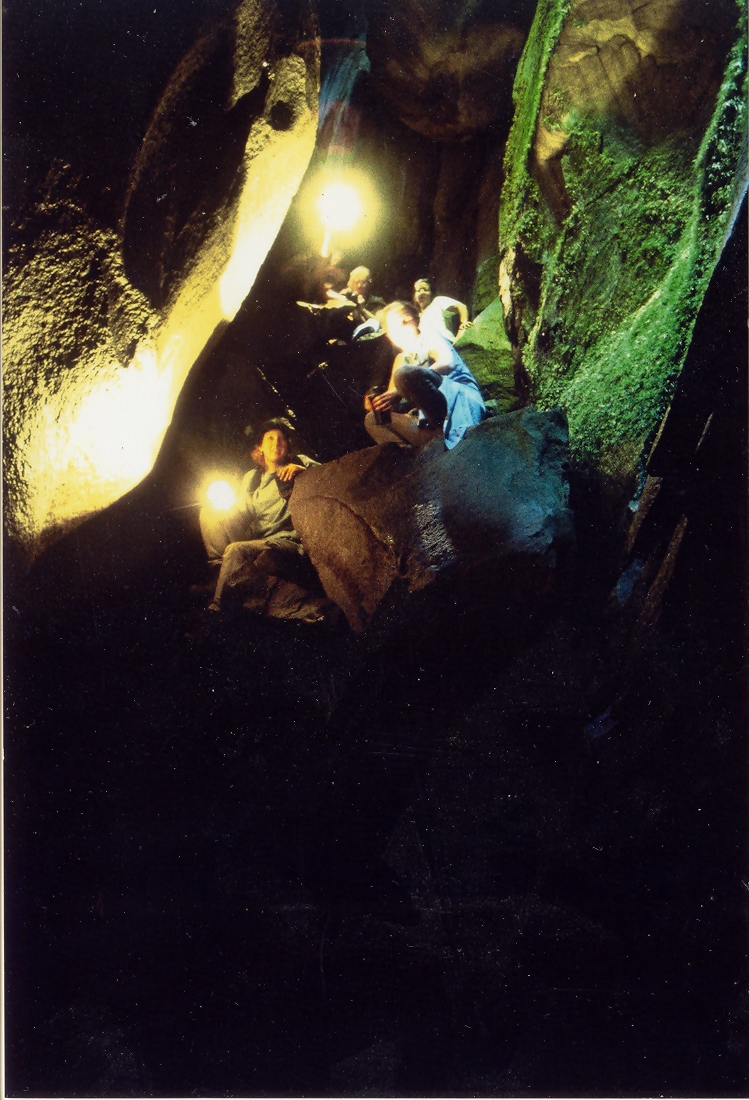
Grotte de l'île Valdes